# دموکراسی در خاورمیانه و شمال آفریقا

کشورهایی در خاورمیانه و شمال آفریقا که تحت عنوان «دموکراسی الکتورال» توسط خانه آزادی دسته‌بندی شده‌اند.

بر اساس پژوهش شاخص دموکراسی در ۲۰۱۶ میلادی، کشور اسراییل (رتبه ۲۹ جهان) تنها دموکراسی در خاورمیانه است، در حالی که کشور تونس (رتبه ۶۹ جهان) تنها دموکراسی در آفریقای شمالی است. [در] برآوردهای سطح دموکراسی در ملل سراسر جهان که توسط خانه آزادی و شاخص‌های آزادی متنوع دیگری منتشر می‌شوند، کشورهای خاورمیانه و شمال آفریقایی که بالاترین امتیاز را دارند، اسرائیل، تونس، ترکیه، لبنان، مراکش، و کویت می‌باشند. کشورهایی که گهگاهی به عنوان تا حدی دموکراتیک دسته‌بندی می‌شوند مصر و عراق هستند. باقی کشورهای خاورمیانه از جمله ایران تحت عنوان رژیم‌های اقتدارگرا دسته‌بندی می‌شوند، که پایین‌ترین امتیاز متعلق به عربستان سعودی و یمن است.
خانه آزادی کشورهای اسرائیل و تونس را «آزاد»، لبنان، ترکیه، کویت و مراکش را «تا حدی آزاد»، و باقی کشورها (از جمله صحرای غربی، که توسط مراکش کنترل می‌شود) را «غیر آزاد» دسته‌بندی می‌کند.
تئوری‌ها دربارهٔ این موضوع جورواجورند. «تئوری‌های تجدیدنظرطلبانه» استدلال می‌کنند که دموکراسی اندکی با ارزش‌های خاورمیانه ناسازگار است. از دیگر روی، «تئوری‌های پسااستعماری» (مانند آن‌هایی که توسط ادوارد سعید مطرح شده‌اند) در توجیه نبود نسبی «لیبرال دموکراسی» در خاورمیانه متنوع هستند.
این مقاله از منابعی پیروی می‌کند که قبرس را در اروپا قرار می‌دهند، نه در خاورمیانه.

## برآوردهای دموکراسی
جدول زیر یافته‌های ۲۰۱۰ تا ۲۰۱۵ گزارش آزادی در دنیا برای کشورهای خاورمیانه و شمال آفریقا را خلاصه می‌کند.
کلید: * - دموکراسی‌های الکتورال (همان‌طور که در نقشه نشان داده شده)، ح. س. - حقوق سیاسی، آ. م. - آزادی‌های مدنی، وضعیت آزادی: آزاد، تا حدی آزاد، آزاد نیست
|                       | ۲۰۱۰  | ۲۰۱۰  | ۲۰۱۰   | ۲۰۱۱  | ۲۰۱۱  | ۲۰۱۱   | ۲۰۱۲  | ۲۰۱۲  | ۲۰۱۲   | ۲۰۱۳  | ۲۰۱۳  | ۲۰۱۳   | ۲۰۱۴  | ۲۰۱۴  | ۲۰۱۴   | ۲۰۱۴  | ۲۰۱۴  | ۲۰۱۴   |
| کشور                  | ح. س. | آ. م. | آزاد   | ح. س. | آ. م. | آزاد   | ح. س. | آ. م. | آزاد   | ح. س. | آ. م. | آزاد   | ح. س. | آ. م. | آزاد   | ح. س. | آ. م. | آزاد   |
| --------------------- | ----- | ----- | ------ | ----- | ----- | ------ | ----- | ----- | ------ | ----- | ----- | ------ | ----- | ----- | ------ | ----- | ----- | ------ |
| الجزایر               | ۶     | ۵     | نیست   | ۶     | ۵     | نیست   | ۶     | ۵     | نیست   | ۶     | ۵     | نیست   | ۶     | ۵     | نیست   | ۶     | ۵     | نیست   |
| بحرین                 | ۶     | ۵     | نیست   | ۶     | ۵     | نیست   | ۶     | ۶     | نیست   | ۶     | ۶     | نیست   | ۶     | ۶     | نیست   | ۷     | ۶     | نیست   |
| مصر                   | ۶     | ۵     | نیست   | ۶     | ۵     | نیست   | ۶     | ۵     | نیست   | ۵     | ۵     | تا حدی | ۶     | ۵     | نیست   | ۶     | ۵     | نیست   |
| نوار غزه‡ (PA)        | ۶     | ۶     | نیست   | ۶     | ۶     | نیست   | ۶     | ۶     | نیست   | ۶     | ۶     | نیست   | ۷     | ۶     | نیست   | ۷     | ۶     | نیست   |
| ایران                 | ۶     | ۶     | نیست   | ۶     | ۶     | نیست   | ۶     | ۶     | نیست   | ۶     | ۶     | نیست   | ۶     | ۶     | نیست   | ۶     | ۶     | نیست   |
| عراق                  | ۵     | ۶     | نیست   | ۵     | ۶     | نیست   | ۵     | ۶     | نیست   | ۶     | ۶     | نیست   | ۵     | ۶     | نیست   | ۶     | ۶     | نیست   |
| اسرائیل*              | ۱     | ۲     | آزاد   | ۱     | ۲     | آزاد   | ۱     | ۲     | آزاد   | ۱     | ۲     | آزاد   | ۱     | ۲     | آزاد   | ۱     | ۲     | آزاد   |
| اردن                  | ۶     | ۵     | نیست   | ۶     | ۵     | نیست   | ۶     | ۵     | نیست   | ۶     | ۵     | نیست   | ۶     | ۵     | نیست   | ۶     | ۵     | نیست   |
| کویت                  | ۴     | ۴     | تا حدی | ۴     | ۵     | تا حدی | ۴     | ۵     | تا حدی | ۵     | ۵     | تا حدی | ۵     | ۵     | تا حدی | ۵     | ۵     | تا حدی |
| لبنان                 | ۵     | ۳     | تا حدی | ۵     | ۳     | تا حدی | ۵     | ۴     | تا حدی | ۵     | ۴     | تا حدی | ۵     | ۴     | تا حدی | ۵     | ۴     | تا حدی |
| لیبی*                 | ۷     | ۷     | نیست   | ۷     | ۷     | نیست   | ۷     | ۶     | نیست   | ۴     | ۵     | تا حدی | ۴     | ۵     | تا حدی | ۶     | ۶     | نیست   |
| مراکش                 | ۵     | ۴     | تا حدی | ۵     | ۴     | تا حدی | ۵     | ۴     | تا حدی | ۵     | ۴     | تا حدی | ۵     | ۴     | تا حدی | ۵     | ۴     | تا حدی |
| عمان                  | ۶     | ۵     | نیست   | ۶     | ۵     | نیست   | ۶     | ۵     | نیست   | ۶     | ۵     | نیست   | ۶     | ۵     | نیست   | ۶     | ۵     | نیست   |
| قطر                   | ۶     | ۵     | نیست   | ۶     | ۵     | نیست   | ۶     | ۵     | نیست   | ۶     | ۵     | نیست   | ۶     | ۵     | نیست   | ۶     | ۵     | نیست   |
| عربستان سعودی         | ۷     | ۶     | نیست   | ۷     | ۶     | نیست   | ۷     | ۷     | نیست   | ۷     | ۷     | نیست   | ۷     | ۷     | نیست   | ۷     | ۷     | نیست   |
| سوریه                 | ۷     | ۶     | نیست   | ۷     | ۶     | نیست   | ۷     | ۷     | نیست   | ۷     | ۷     | نیست   | ۷     | ۷     | نیست   | ۷     | ۷     | نیست   |
| ترکیه*                | ۳     | ۳     | تا حدی | ۳     | ۳     | تا حدی | ۳     | ۳     | تا حدی | ۳     | ۴     | تا حدی | ۳     | ۴     | تا حدی | ۳     | ۴     | تا حدی |
| تونس*                 | ۷     | ۵     | نیست   | ۷     | ۵     | نیست   | ۳     | ۴     | تا حدی | ۳     | ۴     | تا حدی | ۳     | ۳     | تا حدی | ۱     | ۳     | آزاد   |
| امارات متحده عربی     | ۶     | ۵     | نیست   | ۶     | ۵     | نیست   | ۶     | ۶     | نیست   | ۶     | ۶     | نیست   | ۶     | ۶     | نیست   | ۶     | ۶     | نیست   |
| یمن                   | ۶     | ۵     | نیست   | ۶     | ۵     | نیست   | ۶     | ۶     | نیست   | ۶     | ۶     | نیست   | ۶     | ۶     | نیست   | ۶     | ۶     | نیست   |
| کرانه باختری‡ (PA)    | ۶     | ۶     | نیست   | ۶     | ۵     | نیست   | ۶     | ۵     | نیست   | ۶     | ۵     | نیست   | ۶     | ۵     | نیست   | ۶     | ۵     | نیست   |
| صحرای غربی‡ (Morocco) | ۷     | ۶     | نیست   | ۷     | ۶     | نیست   | ۷     | ۷     | نیست   | ۷     | ۷     | نیست   | ۷     | ۷     | نیست   | ۷     | ۷     | نیست   |